# Save-Ums!
Save-Ums! é uma série de televisão animada em CGI canadense-estadunidense criada por Ross Margrave e Dan Clark. É uma produção do estúdio Canadian Broadcasting Corporation, The Dan Clark Company, C.O.R.E.Toons, Decode Entertainment e Discovery Kids.  A série estreou as 9:30 a.m. ET/PT de 15 de fevereiro de 2003 no bloco Ready Set Learn da TLC e Discovery Kids nos Estados Unidos.
No Brasil, a série foi exibida no Discovery Kids.

## Sinopse
Os Save-Ums, que consistem em Jazzi, Noodle, Sagu, Ka-Chung, Foo e B.B. Jammies, são um grupo de seis personagens de várias aparências, que ajudam várias criaturas quando encontram dificuldades.
Cada episódio começa com uma chamada na "tela de aventura" (essencialmente um videofone) de um habitante do mundo em que os Save-Ums vivem. O chamador descreve a dificuldade que precisa ser resolvida e, em seguida, seleciona os Save-Ums para a cena do problema. Há três lugares diferentes que os Save-Ums viaja para resolver problemas: o Mundo das Rochas, uma ilha com uma grande montanha, o Mundo da Lava, uma ilha tropical com um vulcão e o Mundo das Ondas, que fica sob o oceano.
Os Save-Ums ajudam a resolver o problema. Cada episódio termina com o problema sendo resolvido e os Save-Ums retornam à sua sede.

## Personagens

### Jazzi
Jazzi é uma garota entusiasta que sonha em falar a língua dos cavalos selvagens. Ela tem medo da água e é mostrada como líder em numerosos episódios. Ela também cuida de seu irmão mais novo B.B. Jammies, mas todos os Save-Ums cuidam dele também.

### Foo
Foo é uma criatura parecida a um peixe-anjo que é a mais bonita das Save-Ums e segue a maioria das missões. Ela voa em uma mochila de jato.

### Noodle
Noodle é uma criatura parecida com um cão de caça que é o mais inteligente do grupo, e é o mais maduro, sendo muitas vezes a voz da razão permitindo que os outros vejam o que é certo. Ele freqüentemente escolhe as máquinas necessárias para o trabalho e pilota o Subcóptero.

### Ka-Chung
Ka-Chung é uma criatura semelhante a um hipopótamo que é o mais forte dos Save-Ums. Como seu nome sugere, ele é bem conhecido por gritar "Ka-Chung!" como seu slogan. Ele pilota o Ka-Broca.

### Custard/Jelly/Sagu
Sagu (Custard no original) é uma criatura semelhante a um gato que é o mais legal. Ele é conhecido por dizer "Bam!" quando ele tem uma ideia. Ele pilota o Zoomer e segue a maioria das missões.

### B.B. Jammies
B.B. Jammies é o irmão mais novo da Jazzi, que tem uma cabeça roxa em forma de bola de futebol americano. Desde que ele é muito pequeno para ir em missões, ele brinca principalmente com os Puffs.

## Especiais
- É Halloween! - É o episódio especial do Dia das Bruxas, que vem após Vamos Subir Na Árvore!.
- Fazendo esses Namorados! - É o episódio especial do Dia da Amizade, seguido por O Coco Loco está Afundando!.
- O Natal dos Save-Ums - É o especial de Natal que foi ao ar no Channel 5 como parte do bloco Milkshake!. Fora do Reino Unido, a CBC Television, TLC, Discovery Kids e Discovery Kids América Latina poderão transmitir o especial de Natal dos Save-Ums em dezembro. Por fim, o especial foi cancelado, pois nenhum dos quatro canais concordou com o Channel 5.